# لجنة حق المرأة في الاقتراع
لجنة حق المرأة في الاقتراع هي لجنة إيطالية أنشأت عام 1905 لتدعم حق النساء في التصويت ، كان من بين أكثر المشاركات الفاعلات في اللجنة آنا ماريا موزوني وليندا مالناتي وأخيرًا كارلوتا كليريسي.
تأسست اللجنة في روما، وكانت اللجنة تابعة للتحالف الدولي للمرأة في الاقتراع، كما أنها كانت مستقلة عن أي تفضيلات دينية أو سياسية. وتمثلت أهدافها الأساسية التحسين في الترويج والدفاع ودعم حركة حق المرأة في الاقتراع، لتصبح محور عمل اللجان الإقليمية، ولتُقيم اللجان في المدن التي لا تشملها، ولتوحد دفاع النساء الإيطاليات من أجل حقوقهن في الاقتراع ولاكتشاف كل الأدلة القانونية التي تمنحهن حقوقهن في الاقتراع.
في عام 1906، قدمت موزوني عريضة إلى البرلمان الإيطالي نيابة عن اللجنة ودعت حينها النواب إلى مناقشة منح حق الاقتراع للنساء. وبينما ساعدت في توعية البرلمانين إلى القضية، أصبحت فعالة أيضًا في تشكيل قاعدة للنقاش من قِبل النساء في كل أنحاء البلاد.